# Sarina Paris
Sarina Paris (Toronto, 22 de diciembre de 1973) es una cantante canadiense.

## Biografía
Nacida el 22 de diciembre de 1973, Paris es de ascendencia italiana y creció en Toronto en una familia de clase trabajadora originaria de Italia. Comenzó a cantar en el preescolar en obras escolares y en el coro de la iglesia. Regresó a Italia en 1996 después de la muerte de su madre para ponerse en contacto con sus raíces ancestrales.

## Carrera

### 1990–2000
En 1995, la canción debut de Paris, "Mystery Man", fue lanzada en Canadá. En 1996, durante un concurso de canto italiano, fue descubierta por el manager y productor italiano Vince Tempera (Kill Bill), quien la invitó a trabajar junto a algunos de los productores y músicos más respetados y talentosos de La Scala Milano. El maestro Tempera invitó a Sarina a colaborar en festivales de música en toda Italia, donde Sarina cantó canciones de bandas sonoras respaldadas por una orquesta de doce músicos. Más tarde, Sarina conoció al músico y líder de la banda Walter Muto, quien la invitó a unirse a su banda 'Rock for fun', una banda educativa que cubre la historia de la música rock donde Sarina cantó en el segmento 'mujeres en el rock' y realizó giras por Italia y España.
Sarina también se convirtió en miembro del Proyecto Gam Gam junto a los productores de danza Max Monti y Mauro Pilato en Rimini, Italia, donde realizó una gira por el norte de Italia con los niños GamGam.
Un año más tarde se mudó a Milán, donde trabajó como recepcionista en una editorial y producción musical CX, donde fue descubierta por Charlie Marchino y Nico Spinosa de la división italiana de EMI, y comenzó su carrera como artista discográfica internacional. 

### 2000–2011
Su sencillo inicial, "Look at Us", llegó al Billboard Hot 100 en 2001,  pero no alcanzó el Top 40. La canción llegó al Rhythmic Top 40. También se convirtió en un club de baile de éxito internacional.  Como resultado del éxito, firmó con el sello estadounidense Priority Records.
En 2001, lanzó su álbum debut, Sarina Paris, compuesto por canciones que ella coescribió, con la excepción de una versión de " True Colors " de Cyndi Lauper.  En una entrevista, dijo que el álbum no era "nada demasiado intelectual, sólo música para hacerte feliz y sentirte bien" y que "quería hacer un álbum que los niños pudieran escuchar con sus padres. Canciones que eran de discotecas para mamá, pero no tenían clasificación X para que los niños pudieran jugar y bailar con ellos".  Recibió comentarios de su sobrina de 14 años mientras escribía y grababa. De hecho, se observó que el grupo demográfico objetivo del sello discográfico eran mujeres de 12 a 25 años.  El sencillo "Just About Enough" fue lanzado como sencillo exclusivo del club.  Lanzó otra pista de baile, "This Is My Life", que se encuentra exclusivamente en una compilación de baile canadiense Euro Mix 5 a través de SPG Records. En 2000, "Do You Love Somebody" se lanzó exclusivamente en la compilación Dancemania x7 en Japón bajo el sello discográfico Toshiba/EMI.
En 2002, la canción "Look at Us ( Daddy DJ Mix)" apareció en DDRMAX2 Dance Dance Revolution 7thMix para arcade japonés y PlayStation 2 .  En 2005, la canción apareció en Dance Dance Revolution Extreme 2 para la PlayStation 2 norteamericana.
Paris realizó una gira con La Toya Jackson en Hawaii en mayo de 2004. Durante el resto de la década de 2000, su carrera musical estuvo prácticamente en suspenso, aunque lanzó una nueva canción, "You Are My Valentine", disponible sólo en EuroBeats Vol. 3.

### 2011–presente
El 27 de mayo de 2011,  casi marcando el décimo aniversario de "Look at Us", Paris lanzó el sencillo "Sophisticated".  Paris lanzaría tres nuevos sencillos en 2019, "Angel Inside", "Believe in Love" y "Where Are You Now".
Sarina continúa escribiendo canciones para programas de televisión en Italia y cine y continúa cantando con bandas de jazz. Continúa escribiendo y produciendo música electrónica.

## Discografía

### Álbumes de estudio
- Sarina París (2001)

### Individual
| Título                 | Año  | Posiciones pico en el gráfico | Posiciones pico en el gráfico | Posiciones pico en el gráfico | Álbum        |
| Título                 | Año  | CAN                           | AUS                           | US                            | Álbum        |
| ---------------------- | ---- | ----------------------------- | ----------------------------- | ----------------------------- | ------------ |
| "Mystery Man"          | 1995 | —                             | —                             |                               |              |
| "Look at Us"           | 1999 | 23                            | 39                            | 59                            | Sarina Paris |
| "Just About Enough"    | 2000 | —                             | —                             | —                             | Sarina Paris |
| "You Are My Valentine" | 2003 | —                             | —                             |                               |              |
| "Sophisticated"        | 2011 | —                             | —                             | —                             |              |
| "Angel Inside"         | 2019 | —                             | —                             | —                             |              |
| "Believe in Love"      | 2019 | —                             | —                             | —                             |              |
| "Where Are You Now"    | 2019 | —                             | —                             | —                             |              |

## Otras lecturas
- "Sarina París" (2003), HipOnline, UGO.